# Duran Duran-diszkográfia
A brit Duran Duran karrierje során (eddig) tizennégy stúdióalbumot, négy koncertalbumot, hét válogatásalbumot, öt EP-t és 39 kislemezt adott ki (tizennégy videóklippel kiegészítve). Az együttes 100 milliós eladási számok felett produkált. A Duran Duran az egyike a kevés előadóknak, akiknek megalakulásuk óta eltelt öt évtizedben mindig volt albumuk, amely a brit slágerlistákon az első öt helyet elérte. A koncert-, és válogatásalbumokat nem számítva az 1980-as években három (Duran Duran, Rio, Seven and the Ragged Tiger), az 1990-es (The Wedding Album), a 2000-es (Astronaut) és a 2010-es években (Paper Gods) egy-egy, míg a 2020-as évtizedben kettő (Future Past, Danse Macabre). Ezek mellett elérte az első öt helyet még az Arena (1986), a Decade: Greatest Hits (1989) és a Greatest (1998) is. Az Egyesült Államokban három évtizedben volt top 10-es lemezük (1980-as, 1990-es és 2010-es évek).

## Albumok

### Stúdióalbumok
| Cím                                                                                | Részletek                                                   | Legmagasabb pozíció slágerlistákon | Legmagasabb pozíció slágerlistákon | Legmagasabb pozíció slágerlistákon | Legmagasabb pozíció slágerlistákon | Legmagasabb pozíció slágerlistákon | Legmagasabb pozíció slágerlistákon | Legmagasabb pozíció slágerlistákon | Legmagasabb pozíció slágerlistákon | Legmagasabb pozíció slágerlistákon | Legmagasabb pozíció slágerlistákon | Minősítések                                                                 |
| Cím                                                                                | Részletek                                                   | UK                                 | AUS                                | CAN                                | FIN                                | GER                                | ITA                                | NED                                | NZ                                 | SWE                                | US                                 | Minősítések                                                                 |
| ---------------------------------------------------------------------------------- | ----------------------------------------------------------- | ---------------------------------- | ---------------------------------- | ---------------------------------- | ---------------------------------- | ---------------------------------- | ---------------------------------- | ---------------------------------- | ---------------------------------- | ---------------------------------- | ---------------------------------- | --------------------------------------------------------------------------- |
| Duran Duran                                                                        | - Kiadás dátuma: 1981. június 15. - Kiadó: EMI              | 3                                  | 9                                  | 27                                 | —                                  | —                                  | —                                  | —                                  | 2                                  | 3                                  | 10                                 | - UK: Platina - CAN: 2× Platina - NZ: Platina - US: Platina                 |
| Rio                                                                                | - Kiadás dátuma: 1982. május 10. - Kiadó: EMI               | 2                                  | 1                                  | 1                                  | 3                                  | —                                  | —                                  | 40                                 | 2                                  | 9                                  | 6                                  | - UK: Platina - CAN: 2× Platina - FIN: Arany - NZ: Platina - US: 2× Platina |
| Seven and the Ragged Tiger                                                         | - Kiadás dátuma: 1983. november 21. - Kiadó: EMI            | 1                                  | 2                                  | 7                                  | 3                                  | 17                                 | 12                                 | 1                                  | 1                                  | 19                                 | 8                                  | - UK: Platina - CAN: 3× Platina - FIN: Arany - NZ: Platina - US: 2× Platina |
| Notorious                                                                          | - Kiadás dátuma: 1986. november 24. - Kiadó: EMI            | 16                                 | 30                                 | 19                                 | 19                                 | 22                                 | 2                                  | 11                                 | 15                                 | 8                                  | 12                                 | - UK: Arany - CAN: Platina - US: Platina                                    |
| Big Thing                                                                          | - Kiadás dátuma: 1988. október 18. - Kiadó: Parlophone      | 15                                 | 46                                 | 29                                 | —                                  | 31                                 | 5                                  | 77                                 | 34                                 | 27                                 | 24                                 | - UK: Ezüst - US: Arany                                                     |
| Liberty                                                                            | - Kiadás dátuma: 1990. augusztus 20. - Kiadó: Parlophone    | 8                                  | 56                                 | —                                  | —                                  | —                                  | 6                                  | 37                                 | —                                  | —                                  | 46                                 | - UK: Ezüst                                                                 |
| Duran Duran (The Wedding Album)                                                    | - Kiadás dátuma: 1993. február 11. - Kiadó: Parlophone      | 4                                  | 20                                 | 8                                  | 18                                 | 22                                 | 6                                  | 23                                 | 32                                 | 21                                 | 7                                  | - UK: Arany - US: Platina                                                   |
| Thank You                                                                          | - Kiadás dátuma: 1995. március 27. - Kiadó: Parlophone      | 12                                 | 63                                 | 15                                 | —                                  | 50                                 | 17                                 | 34                                 | —                                  | —                                  | 19                                 | - CAN: Arany - US: Arany                                                    |
| Medazzaland                                                                        | - Kiadás dátuma: 1997. október 14. - Kiadó: EMI             | —                                  | —                                  | 66                                 | —                                  | —                                  | —                                  | —                                  | —                                  | —                                  | 58                                 |                                                                             |
| Pop Trash                                                                          | - Kiadás dátuma: 2000. június 19. - Kiadó: Hollywood        | 53                                 | —                                  | —                                  | —                                  | 80                                 | —                                  | —                                  | —                                  | —                                  | 135                                |                                                                             |
| Astronaut                                                                          | - Kiadás dátuma: 2004. október 11. - Kiadó: Epic            | 3                                  | 22                                 | 9                                  | —                                  | 23                                 | 2                                  | 17                                 | 29                                 | 41                                 | 17                                 | - UK: Arany                                                                 |
| Red Carpet Massacre                                                                | - Kiadás dátuma: 2007. november 19. - Kiadó: Epic           | 44                                 | 69                                 | —                                  | —                                  | 85                                 | 10                                 | 73                                 | —                                  | —                                  | 36                                 |                                                                             |
| All You Need Is Now                                                                | - Kiadás dátuma: 2010. december 21. - Kiadó: Tapemodern     | 11                                 | 79                                 | 52                                 | —                                  | 39                                 | 10                                 | 23                                 | —                                  | —                                  | 29                                 |                                                                             |
| Paper Gods                                                                         | - Kiadás dátuma: 2015. szeptember 11. - Kiadó: Warner Bros. | 5                                  | 19                                 | 7                                  | 28                                 | 24                                 | 2                                  | 4                                  | 24                                 | —                                  | 10                                 |                                                                             |
| Future Past                                                                        | - Kiadás dátuma: 2021. október 22. - Kiadó: BMG             | 3                                  | 16                                 | 53                                 | 21                                 | 8                                  | 10                                 | 9                                  | 35                                 | —                                  | 28                                 |                                                                             |
| Danse Macabre                                                                      | - Kiadás dátuma: 2023. október 27. - Kiadó: BMG             | 4                                  | —                                  | —                                  | 34                                 | 14                                 | 9                                  | 31                                 | —                                  | —                                  | 57                                 |                                                                             |
| — jellel jelölt országokban nem ért el helyezést az adott album, vagy nem adták ki |                                                             |                                    |                                    |                                    |                                    |                                    |                                    |                                    |                                    |                                    |                                    |                                                                             |

### Válogatásalbumok
| Cím                                                                                | Részletek                                                        | Legmagasabb pozíció slágerlistákon | Legmagasabb pozíció slágerlistákon | Legmagasabb pozíció slágerlistákon | Legmagasabb pozíció slágerlistákon | Legmagasabb pozíció slágerlistákon | Legmagasabb pozíció slágerlistákon | Legmagasabb pozíció slágerlistákon | Legmagasabb pozíció slágerlistákon | Legmagasabb pozíció slágerlistákon | Legmagasabb pozíció slágerlistákon | Legmagasabb pozíció slágerlistákon | Minősítések                                                                           |
| Cím                                                                                | Részletek                                                        | UK                                 | AUS                                | AUT                                | BEL                                | CAN                                | FIN                                | ITA                                | NED                                | NZ                                 | SWE                                | US                                 | Minősítések                                                                           |
| ---------------------------------------------------------------------------------- | ---------------------------------------------------------------- | ---------------------------------- | ---------------------------------- | ---------------------------------- | ---------------------------------- | ---------------------------------- | ---------------------------------- | ---------------------------------- | ---------------------------------- | ---------------------------------- | ---------------------------------- | ---------------------------------- | ------------------------------------------------------------------------------------- |
| Decade: Greatest Hits                                                              | - Kiadás dátuma: 1989. november 13. - Kiadó: EMI                 | 5                                  | 89                                 | —                                  | 49                                 | 81                                 | —                                  | —                                  | 84                                 | —                                  | —                                  | 67                                 | - UK: Platina - US: Platina                                                           |
| Greatest                                                                           | - Kiadás dátuma: 1998. november 9. - Kiadó: EMI                  | 4                                  | 82                                 | 30                                 | 19                                 | 74                                 | 13                                 | 22                                 | 24                                 | 12                                 | 38                                 | 170                                | - UK: 3x Platina - AUS: Arany - BEL: Platina - CAN: Arany - NZ: Platina - US: Platina |
| The Essential Collection                                                           | - Kiadás dátuma: 2000. március 20. - Kiadó: EMI                  | —                                  | —                                  | —                                  | —                                  | —                                  | —                                  | —                                  | —                                  | —                                  | —                                  | —                                  |                                                                                       |
| The Biggest and the Best                                                           | - Kiadás dátuma: 2012. szeptember 10. - Kiadó: Music Club Deluxe | —                                  | —                                  | —                                  | —                                  | —                                  | —                                  | —                                  | —                                  | —                                  | —                                  | —                                  |                                                                                       |
| — jellel jelölt országokban nem ért el helyezést az adott album, vagy nem adták ki |                                                                  |                                    |                                    |                                    |                                    |                                    |                                    |                                    |                                    |                                    |                                    |                                    |                                                                                       |

### Koncertalbumok
| Cím                                                                                | Részletek                                                | Legmagasabb pozíció slágerlistákon | Legmagasabb pozíció slágerlistákon | Legmagasabb pozíció slágerlistákon | Legmagasabb pozíció slágerlistákon | Legmagasabb pozíció slágerlistákon | Legmagasabb pozíció slágerlistákon | Legmagasabb pozíció slágerlistákon | Legmagasabb pozíció slágerlistákon | Legmagasabb pozíció slágerlistákon | Legmagasabb pozíció slágerlistákon | Legmagasabb pozíció slágerlistákon | Minősítések                                                                 |
| Cím                                                                                | Részletek                                                | UK                                 | AUS                                | AUT                                | CAN                                | FIN                                | GER                                | ITA                                | NED                                | NZ                                 | SWE                                | US                                 | Minősítések                                                                 |
| ---------------------------------------------------------------------------------- | -------------------------------------------------------- | ---------------------------------- | ---------------------------------- | ---------------------------------- | ---------------------------------- | ---------------------------------- | ---------------------------------- | ---------------------------------- | ---------------------------------- | ---------------------------------- | ---------------------------------- | ---------------------------------- | --------------------------------------------------------------------------- |
| Arena                                                                              | - Kiadás dátuma: 1984. november 12. - Kiadó: Parlophone  | 6                                  | 8                                  | 7                                  | 10                                 | 8                                  | 1                                  | 1                                  | 5                                  | 3                                  | 16                                 | 4                                  | - UK: Platina - CAN: 2× Platina - GER: Arany - NZ: Platina - US: 2× Platina |
| Live from London                                                                   | - Kiadás dátuma: 2005. október 25. - Kiadó: Epic         | —                                  | —                                  | —                                  | —                                  | —                                  | —                                  | —                                  | —                                  | —                                  | —                                  | —                                  |                                                                             |
| Live at Hammersmith ’82!                                                           | - Kiadás dátuma: 2009. szeptember 21. - Kiadó: EMI       | —                                  | —                                  | —                                  | —                                  | —                                  | —                                  | —                                  | —                                  | —                                  | —                                  | —                                  |                                                                             |
| A Diamond in the Mind: Live 2011                                                   | - Kiadás dátuma: 2012. július 10. - Kiadó: Eagle Records | —                                  | —                                  | —                                  | —                                  | —                                  | 59                                 | 40                                 | —                                  | —                                  | —                                  | —                                  |                                                                             |
| — jellel jelölt országokban nem ért el helyezést az adott album, vagy nem adták ki |                                                          |                                    |                                    |                                    |                                    |                                    |                                    |                                    |                                    |                                    |                                    |                                    |                                                                             |

### Remix albumok
| Cím                                                                                | Részletek                                       | Legmagasabb pozíció slágerlistákon |
| Cím                                                                                | Részletek                                       | UK                                 |
| ---------------------------------------------------------------------------------- | ----------------------------------------------- | ---------------------------------- |
| Night Versions                                                                     | - Kiadás dátuma: 1998. március 31. - Kiadó: EMI | —                                  |
| Strange Behaviour                                                                  | - Released: 23 March 1999 - Kiadó: EMI          | 70                                 |
| — jellel jelölt országokban nem ért el helyezést az adott album, vagy nem adták ki |                                                 |                                    |

### Zenei díszdobozok
| Cím                                                                                | Részletek                                          | Legmagasabb pozíció slágerlistákon |
| Cím                                                                                | Részletek                                          | ITA                                |
| ---------------------------------------------------------------------------------- | -------------------------------------------------- | ---------------------------------- |
| Singles Box Set 1981–1985                                                          | - Kiadás dátuma: 2003. május 12. - Kiadó: EMI      | 42                                 |
| The Singles 1986–1995                                                              | - Kiadás dátuma: 2004. szeptember 13. - Kiadó: EMI | 19                                 |
| — jellel jelölt országokban nem ért el helyezést az adott album, vagy nem adták ki |                                                    |                                    |

## Középlemezek
| Cím                         | Részletek                                                 | Legmagasabb pozíció slágerlistákon | Legmagasabb pozíció slágerlistákon | Legmagasabb pozíció slágerlistákon |
| Cím                         | Részletek                                                 | AUS                                | ITA                                | US                                 |
| --------------------------- | --------------------------------------------------------- | ---------------------------------- | ---------------------------------- | ---------------------------------- |
| Nite Romantics              | - Kiadás dátuma (Japán): 1981 - Kiadó: EMI                | —                                  | —                                  | —                                  |
| Night Versions              | - Kiadás dátuma (Ausztrália): 1982 áprilisa - Kiadó: EMI  | 19                                 | —                                  | —                                  |
| Carnival                    | - Kiadás dátuma: 1982 szeptembere - Kiadó: EMI            | —                                  | —                                  | 98                                 |
| Tiger Tiger                 | - Kiadás dátuma: 1984 - Kiadó: EMI                        | —                                  | —                                  | —                                  |
| Mixing                      | - Kiadás dátuma: 1985 - Kiadó: Parlophone                 | —                                  | 3                                  | —                                  |
| Strange Behavior            | - Kiadás dátuma: 1999 - Kiadó: EMI                        | —                                  | —                                  | —                                  |
| From Mediterranea with Love | - Kiadás dátuma: 2010. december 23. - Kiadó: Tapemodern   | —                                  | —                                  | —                                  |
| Tonight United              | - Kiadás dátuma: 2021. szeptember 24. - Kiadó: Tapemodern |                                    |                                    |                                    |

## Kislemezek

### 1980-as évek
| Év                                                                                 | Cím                                | Legmagasabb pozíció slágerlistákon | Legmagasabb pozíció slágerlistákon | Legmagasabb pozíció slágerlistákon | Legmagasabb pozíció slágerlistákon | Legmagasabb pozíció slágerlistákon | Legmagasabb pozíció slágerlistákon | Legmagasabb pozíció slágerlistákon | Legmagasabb pozíció slágerlistákon | Legmagasabb pozíció slágerlistákon | Legmagasabb pozíció slágerlistákon | Legmagasabb pozíció slágerlistákon | Minősítések                                       | Album                      |
| Év                                                                                 | Cím                                | UK                                 | AUS                                | BEL                                | CAN                                | FIN                                | GER                                | IRE                                | ITA                                | NED                                | NZ                                 | US                                 | Minősítések                                       | Album                      |
| ---------------------------------------------------------------------------------- | ---------------------------------- | ---------------------------------- | ---------------------------------- | ---------------------------------- | ---------------------------------- | ---------------------------------- | ---------------------------------- | ---------------------------------- | ---------------------------------- | ---------------------------------- | ---------------------------------- | ---------------------------------- | ------------------------------------------------- | -------------------------- |
| 1981                                                                               | Planet Earth                       | 12                                 | 8                                  | —                                  | —                                  | —                                  | —                                  | 14                                 | —                                  | —                                  | —                                  | —                                  |                                                   | Duran Duran                |
| 1981                                                                               | Careless Memories                  | 37                                 | 60                                 | —                                  | —                                  | —                                  | —                                  | —                                  | —                                  | —                                  | —                                  | —                                  |                                                   | Duran Duran                |
| 1981                                                                               | Girls on Film                      | 5                                  | 11                                 | 30                                 | —                                  | —                                  | —                                  | 16                                 | —                                  | —                                  | 4                                  | —                                  |                                                   | Duran Duran                |
| 1981                                                                               | My Own Way                         | 14                                 | 10                                 | —                                  | —                                  | 14                                 | —                                  | 20                                 | —                                  | —                                  | 12                                 | —                                  |                                                   | Rio                        |
| 1982                                                                               | Hungry Like the Wolf               | 5                                  | 5                                  | —                                  | 1                                  | 4                                  | —                                  | 4                                  | 32                                 | 50                                 | 4                                  | 3                                  | - UK: Ezüst - CAN: Arany - US: Arany              | Rio                        |
| 1982                                                                               | Save a Prayer                      | 2                                  | 56                                 | 19                                 | —                                  | —                                  | —                                  | 2                                  | —                                  | —                                  | 35                                 | —                                  | - UK: Ezüst                                       | Rio                        |
| 1982                                                                               | Rio                                | 9                                  | 60                                 | —                                  | 3                                  | 14                                 | —                                  | 9                                  | —                                  | —                                  | 36                                 | 14                                 | - UK: Ezüst                                       | Rio                        |
| 1983                                                                               | Is There Something I Should Know?  | 1                                  | 4                                  | 16                                 | 3                                  | 2                                  | 28                                 | 2                                  | 29                                 | 24                                 | 5                                  | 4                                  | - UK: Arany                                       | Seven and the Ragged Tiger |
| 1983                                                                               | Union of the Snake                 | 3                                  | 4                                  | 19                                 | 2                                  | 1                                  | 37                                 | 5                                  | 22                                 | 17                                 | 3                                  | 3                                  | - UK: Ezüst - CAN: Arany                          | Seven and the Ragged Tiger |
| 1984                                                                               | New Moon on Monday                 | 9                                  | 48                                 | —                                  | 14                                 | 6                                  | —                                  | 5                                  | —                                  | 28                                 | 32                                 | 10                                 |                                                   | Seven and the Ragged Tiger |
| 1984                                                                               | The Reflex                         | 1                                  | 4                                  | 1                                  | 3                                  | 3                                  | 8                                  | 1                                  | 11                                 | 1                                  | 6                                  | 1                                  | - UK: Ezüst - CAN: Platina - US: Arany            | Seven and the Ragged Tiger |
| 1984                                                                               | The Wild Boys                      | 2                                  | 3                                  | 2                                  | 2                                  | 4                                  | 1                                  | 2                                  | 1                                  | 3                                  | 5                                  | 2                                  | - UK: Ezüst - CAN: Arany - GER: Arany - US: Arany | Arena                      |
| 1985                                                                               | Save a Prayer (US kislemez verzió) | —                                  | —                                  | 30                                 | 17                                 | —                                  | 27                                 | —                                  | —                                  | 17                                 | —                                  | 16                                 |                                                   | Arena                      |
| 1985                                                                               | A View to a Kill                   | 2                                  | 6                                  | 2                                  | 1                                  | 6                                  | 9                                  | 2                                  | 1                                  | 3                                  | 13                                 | 1                                  | - UK: Ezüst - CAN: Arany                          | Halálvágta filmzene        |
| 1986                                                                               | Notorious                          | 7                                  | 17                                 | 6                                  | 10                                 | 4                                  | 12                                 | 5                                  | 1                                  | 6                                  | 6                                  | 2                                  |                                                   | Notorious                  |
| 1987                                                                               | Skin Trade                         | 22                                 | —                                  | 9                                  | 69                                 | —                                  | 35                                 | 10                                 | 10                                 | 11                                 | 36                                 | 39                                 |                                                   | Notorious                  |
| 1987                                                                               | Meet El Presidente                 | 24                                 | —                                  | 13                                 | —                                  | —                                  | 54                                 | 13                                 | 16                                 | 31                                 | —                                  | 70                                 |                                                   | Notorious                  |
| 1988                                                                               | I Don’t Want Your Love             | 14                                 | 23                                 | 15                                 | —                                  | 15                                 | 31                                 | 8                                  | 1                                  | 11                                 | 12                                 | 4                                  |                                                   | Big Thing                  |
| 1988                                                                               | All She Wants Is                   | 9                                  | 74                                 | —                                  | —                                  | 17                                 | 28                                 | 10                                 | 4                                  | 44                                 | 47                                 | 22                                 |                                                   | Big Thing                  |
| 1989                                                                               | Do You Believe in Shame?           | 30                                 | —                                  | —                                  | —                                  | 22                                 | —                                  | 17                                 | 7                                  | 41                                 | —                                  | 72                                 |                                                   | Big Thing                  |
| 1989                                                                               | Burning the Ground                 | 31                                 | —                                  | —                                  | —                                  | —                                  | —                                  | 23                                 | 7                                  | 75                                 | —                                  | —                                  |                                                   | Decade                     |
| — jellel jelölt országokban nem ért el helyezést az adott album, vagy nem adták ki |                                    |                                    |                                    |                                    |                                    |                                    |                                    |                                    |                                    |                                    |                                    |                                    |                                                   |                            |

### 1990-es évek
| Év                                                                                 | Cím                                         | Legmagasabb pozíció slágerlistákon | Legmagasabb pozíció slágerlistákon | Legmagasabb pozíció slágerlistákon | Legmagasabb pozíció slágerlistákon | Legmagasabb pozíció slágerlistákon | Legmagasabb pozíció slágerlistákon | Legmagasabb pozíció slágerlistákon | Legmagasabb pozíció slágerlistákon | Legmagasabb pozíció slágerlistákon | Legmagasabb pozíció slágerlistákon | Legmagasabb pozíció slágerlistákon | Minősítések | Album                           |
| Év                                                                                 | Cím                                         | UK                                 | AUS                                | BEL                                | CAN                                | FIN                                | GER                                | IRE                                | ITA                                | NED                                | NZ                                 | US                                 | Minősítések | Album                           |
| ---------------------------------------------------------------------------------- | ------------------------------------------- | ---------------------------------- | ---------------------------------- | ---------------------------------- | ---------------------------------- | ---------------------------------- | ---------------------------------- | ---------------------------------- | ---------------------------------- | ---------------------------------- | ---------------------------------- | ---------------------------------- | ----------- | ------------------------------- |
| 1990                                                                               | Violence of Summer (Love’s Taking Over)     | 20                                 | 59                                 | 43                                 | 82                                 | 15                                 | 69                                 | 21                                 | 4                                  | 43                                 | —                                  | 64                                 |             | Liberty                         |
| 1990                                                                               | Serious                                     | 48                                 | 152                                | —                                  | —                                  | —                                  | 69                                 | —                                  | 7                                  | —                                  | —                                  | —                                  |             | Liberty                         |
| 1993                                                                               | Ordinary World                              | 6                                  | 18                                 | 20                                 | 1                                  | 18                                 | 16                                 | 3                                  | 2                                  | 16                                 | 3                                  | 3                                  | - US: Arany | Duran Duran (The Wedding Album) |
| 1993                                                                               | Come Undone                                 | 13                                 | 19                                 | 42                                 | 2                                  | 19                                 | 42                                 | 9                                  | 6                                  | —                                  | 16                                 | 7                                  |             | Duran Duran (The Wedding Album) |
| 1993                                                                               | Too Much Information                        | 35                                 | 93                                 | —                                  | 43                                 | —                                  | —                                  | —                                  | —                                  | —                                  | 48                                 | 45                                 |             | Duran Duran (The Wedding Album) |
| 1995                                                                               | Perfect Day                                 | 28                                 | —                                  | —                                  | —                                  | —                                  | —                                  | —                                  | —                                  | —                                  | —                                  | —                                  |             | Thank You                       |
| 1995                                                                               | White Lines (Don’t Do It)                   | 17                                 | 20                                 | —                                  | 28                                 | —                                  | —                                  | —                                  | 22                                 | —                                  | 31                                 | —                                  |             | Thank You                       |
| 1995                                                                               | Lay Lady Lay                                | —                                  | —                                  | —                                  | —                                  | —                                  | —                                  | —                                  | 19                                 | —                                  | —                                  | —                                  |             | Thank You                       |
| 1997                                                                               | Out of My Mind                              | 21                                 | 91                                 | —                                  | 55                                 | —                                  | —                                  | —                                  | 8                                  | —                                  | —                                  | —                                  |             | Medazzaland                     |
| 1997                                                                               | Electric Barbarella (Észak-Amerikai kiadás) | —                                  | —                                  | —                                  | 19                                 | —                                  | —                                  | —                                  | —                                  | —                                  | —                                  | 52                                 |             | Medazzaland                     |
| 1999                                                                               | Electric Barbarella (UK kiadás)             | 23                                 | —                                  | —                                  | —                                  | —                                  | —                                  | —                                  | —                                  | —                                  | —                                  | —                                  |             | Medazzaland                     |
| — jellel jelölt országokban nem ért el helyezést az adott album, vagy nem adták ki |                                             |                                    |                                    |                                    |                                    |                                    |                                    |                                    |                                    |                                    |                                    |                                    |             |                                 |

### 2000-es évektől napjainkig
| Év                                                                                 | Cím                                                           | Legmagasabb pozíció slágerlistákon | Legmagasabb pozíció slágerlistákon | Legmagasabb pozíció slágerlistákon | Legmagasabb pozíció slágerlistákon | Legmagasabb pozíció slágerlistákon | Legmagasabb pozíció slágerlistákon | Legmagasabb pozíció slágerlistákon | Legmagasabb pozíció slágerlistákon | Legmagasabb pozíció slágerlistákon | Legmagasabb pozíció slágerlistákon | Legmagasabb pozíció slágerlistákon | Minősítések | Album                  |
| Év                                                                                 | Cím                                                           | UK                                 | AUS                                | BEL                                | GER                                | IRE                                | ITA                                | NED                                | NZ                                 | SCO                                | SWI                                | US                                 | Minősítések | Album                  |
| ---------------------------------------------------------------------------------- | ------------------------------------------------------------- | ---------------------------------- | ---------------------------------- | ---------------------------------- | ---------------------------------- | ---------------------------------- | ---------------------------------- | ---------------------------------- | ---------------------------------- | ---------------------------------- | ---------------------------------- | ---------------------------------- | ----------- | ---------------------- |
| 2000                                                                               | Someone Else Not Me                                           | 53                                 | —                                  | —                                  | —                                  | —                                  | 26                                 | —                                  | —                                  | 63                                 | —                                  | —                                  |             | Pop Trash              |
| 2004                                                                               | (Reach Up For The) Sunrise                                    | 5                                  | 22                                 | 42                                 | 39                                 | 32                                 | 2                                  | 25                                 | 37                                 | 7                                  | 61                                 | 89                                 |             | Astronaut              |
| 2005                                                                               | What Happens Tomorrow                                         | 11                                 | —                                  | 58                                 | 80                                 | 47                                 | 2                                  | —                                  | —                                  | 15                                 | —                                  | —                                  |             | Astronaut              |
| 2005                                                                               | Nice                                                          | —                                  | —                                  | —                                  | —                                  | —                                  | —                                  | —                                  | —                                  | —                                  | —                                  | —                                  |             | Astronaut              |
| 2007                                                                               | Falling Down                                                  | 52                                 | —                                  | —                                  | 79                                 | —                                  | 2                                  | —                                  | —                                  | 21                                 | 60                                 | —                                  |             | Red Carpet Massacre    |
| 2010                                                                               | All You Need Is Now                                           | —                                  | —                                  | 79                                 | —                                  | —                                  | —                                  | —                                  | —                                  | —                                  | —                                  | —                                  |             | All You Need Is Now    |
| 2011                                                                               | Girl Panic!                                                   | —                                  | —                                  | —                                  | —                                  | —                                  | —                                  | —                                  | —                                  | —                                  | —                                  | —                                  |             | All You Need Is Now    |
| 2011                                                                               | Leave a Light On                                              | —                                  | —                                  | —                                  | —                                  | —                                  | —                                  | —                                  | —                                  | —                                  | —                                  | —                                  |             | All You Need Is Now    |
| 2015                                                                               | Pressure Off (Janelle Monáe és Nile Rodgers közreműködésével) | —                                  | —                                  | 72                                 | —                                  | —                                  | 59                                 | —                                  | —                                  | —                                  | —                                  | —                                  |             | Paper Gods             |
| 2021                                                                               | Five Years                                                    | —                                  | —                                  | —                                  | —                                  | —                                  | —                                  | —                                  | —                                  | —                                  | —                                  | —                                  |             | nem jelent meg albumon |
| 2021                                                                               | Invisible                                                     | —                                  | —                                  | —                                  | —                                  | —                                  | —                                  | —                                  | —                                  | —                                  | —                                  | —                                  |             | Future Past            |
| 2021                                                                               | More Joy (Chai közreműködésével)                              | —                                  | —                                  | —                                  | —                                  | —                                  | —                                  | —                                  | —                                  | —                                  | —                                  | —                                  |             | Future Past            |
| 2021                                                                               | Anniversary                                                   | —                                  | —                                  | —                                  | —                                  | —                                  | —                                  | —                                  | —                                  | —                                  | —                                  | —                                  |             | Future Past            |
| 2021                                                                               | Tonight United                                                | —                                  | —                                  | —                                  | —                                  | —                                  | —                                  | —                                  | —                                  | —                                  | —                                  | —                                  |             | Future Past            |
| 2021                                                                               | Give It All Up (Tove Lo közreműködésével)                     | —                                  | —                                  | —                                  | —                                  | —                                  | —                                  | —                                  | —                                  | —                                  | —                                  | —                                  |             | Future Past            |
| 2023                                                                               | Danse Macabre                                                 | —                                  | —                                  | —                                  | —                                  | —                                  | —                                  | —                                  | —                                  | —                                  | —                                  | —                                  |             | Danse Macabre          |
| 2023                                                                               | Black Moonlight                                               | —                                  | —                                  | —                                  | —                                  | —                                  | —                                  | —                                  | —                                  | —                                  | —                                  | —                                  |             | Danse Macabre          |
| 2023                                                                               | Psycho Killer                                                 | —                                  | —                                  | —                                  | —                                  | —                                  | —                                  | —                                  | —                                  | —                                  | —                                  | —                                  |             | Danse Macabre          |
| 2024                                                                               | New Moon (Dark Phase)                                         | —                                  | —                                  | —                                  | —                                  | —                                  | —                                  | —                                  | —                                  | —                                  | —                                  | —                                  |             | Danse Macabre          |
| 2024                                                                               | Evil Woman                                                    | —                                  | —                                  | —                                  | —                                  | —                                  | —                                  | —                                  | —                                  | —                                  | —                                  | —                                  |             | Danse Macabre          |
| — jellel jelölt országokban nem ért el helyezést az adott album, vagy nem adták ki |                                                               |                                    |                                    |                                    |                                    |                                    |                                    |                                    |                                    |                                    |                                    |                                    |             |                        |

## Videográfia

### Videóalbumok
| Év   | Videó/DVD                        | Jegyzetek |
| ---- | -------------------------------- | --- |
| 1983 | Duran Duran                      | Videó összeállítás |
| 1984 | Duran Duran Video 45             | Girls on Film és Hungry Like the Wolf Videó EP |
| 1984 | Dancing on the Valentine         | Videó összeállítás |
| 1984 | As the Lights Go Down            | |
| 1984 | Sing Blue Silver                 | Dokumentumfilm; kiadva DVD-n 2004-ben |
| 1984 | Arena (An Absurd Notion)         | Koncertfilm; kiadva DVD-n 2004-ben |
| 1984 | The Making of Arena              | Dokumentumfilm; kiadva DVD-n 2004-ben |
| 1987 | Three to Get Ready               | Fekete-fehér dokumentumfilm * Rövid verzió – 29 perc * Hosszú verzió (Collector’s Edition) – 75 perc                                                                                           |
| 1988 | Working for the Skin Trade       | Koncertfilm |
| 1988 | 6ix by 3hree                     | Videó összeállítás |
| 1989 | Decade                           | Videó összeállítás. Az 1995-ös angliai verzión szerepel a Violence of Summer, a Serious, az Ordinary World és a Come Undone videóklipje                                                        |
| 1993 | Extraordinary World              | Dokumentumfilm és videó összeállítás |
| 1998 | Greatest                         | Videó összeállítás; újra kiadva DVD-n 2004-ben |
| 2005 | Live from London                 | Koncert a Wembley Arénában |
| 2008 | Classic Albums: Rio              | 2008-as dokumentumfilm a Rio elkészüléséről |
| 2010 | Live at Hammersmith ’82!         | 1982-es Rio turné koncertfelvétel a London’s Hammersmith Odeon-ban. Kiadták CD/DVD-n, a DVD tartalmaz egy bónusz számokat is, többek közt a My Own Way promóvideója, amit sose adtak ki DVD-n. |
| 2012 | A Diamond in the Mind: Live 2011 | 2011-es All You Need Is Now turné koncert a manchesteri MEN Arénában. Tartalmaz többek közt két bónusz számot és Behind the scenes videókat is.                                                |

### Videóklipek
- Planet Earth (1981)
- Careless Memories (1981)
- Girls on Film (1981)
- Friends of Mine (1981)
- My Own Way (1981)
- Hungry Like the Wolf (1982)
- Save a Prayer (1982)
- Lonely in Your Nightmare (1982)
- Rio (1982)
- Night Boat (1982)
- The Chauffeur (1982)
- Make Me Smile (Come Up and See Me) (1982)
- Is There Something I Should Know? (1983)
- Union of the Snake (1983)
- New Moon on Monday (1984)
- The Reflex (1984)
- The Wild Boys (1984)
- Save a Prayer (Live) (1985)
- A View to a Kill (1985)
- Notorious (1986)
- Skin Trade (1987)
- Meet El Presidente (1987)
- I Don’t Want Your Love (1988)
- All She Wants Is (1988)
- Do You Believe in Shame? (1989)
- Burning the Ground (1989)
- Violence of Summer (Love’s Taking Over) (1990)
- Serious (1990)
- Ordinary World (1993)
- Come Undone (1993)
- Too Much Information (1993)
- Breath After Breath (1993)
- Femme Fatale (1993)
- Perfect Day (1995)
- White Lines (Don't Do It) (1995)
- Out of My Mind (1997)
- Electric Barbarella (1997)
- Someone Else Not Me (2000)
- (Reach Up For The) Sunrise (2004)
- What Happens Tomorrow (2005)
- Falling Down (2007)
- All You Need Is Now (2010)
- Girl Panic! (2011)
- Hungry Like the Wolf (Steve Aoki Remix) (2012)
- Pressure Off (2015)
- Last Night in the City (2016)
- Invisible (2021)
- Anniversary (2021)
- More Joy! (2021)
- Ball and Chain (2022)
- Anniversary (2022, második kiadás)
- Danse Macabre (2023)
- Black Moonlight (2023)
- Evil Woman (2024)

## Egyéb megjelenések
| Év   | Szám cím           | Album                                                            |
| ---- | ------------------ | ---------------------------------------------------------------- |
| 1995 | Thank You          | Encomium: A Tribute to Led Zeppelin                              |
| 2007 | Instant Karma!     | Instant Karma: The Amnesty International Campaign to Save Darfur |
| 2010 | Boys Keep Swinging | We Were So Turned On: A Tribute to David Bowie                   |

## Fordítás
Ez a szócikk részben vagy egészben  a   Duran Duran discography című angol Wikipédia-szócikk ezen változatának fordításán alapul.  Az eredeti cikk szerkesztőit annak laptörténete sorolja fel. Ez a jelzés csupán a megfogalmazás eredetét és a szerzői jogokat jelzi, nem szolgál a cikkben szereplő információk forrásmegjelöléseként.